# ドクトル・ジバゴ (テレビドラマ)
ドクトル・ジバゴは、2002年に制作されたテレビシリーズ。原作はボリス・パステルナークの同名小説「ドクトル・ジバゴ」。

## キャスト
- ハンス・マシソン : ユーリー･ジバゴ
- キーラ・ナイトレイ : ララ
- サム・ニール : コマロフスキー
- アレクサンドラ・マリア・ララ
- クリス・マーシャル
- マリアム・ダボ
- アンヌ＝マリー・ダフ
- シルヴィア・シムズ